# Zwarte grassluiper
De zwarte grassluiper (Amytornis housei) is een zangvogel uit de familie Maluridae (elfjes). Deze vogel is genoemd naar zijn ontdekker, de Australische natuuronderzoeker Frederick Maurice House (1865-1936).

## Verspreiding en leefgebied
De zwarte grassluiper is endemisch in Australië en komt enkel voor in Kimberley in het noorden van West-Australië.

## Status
De grootte van de populatie is in 2021 geschat op 47.000 volwassen vogels. Op de Rode lijst van de IUCN heeft deze soort de status niet bedreigd.